# Hvozdno
Hvozdno (v místním nářečí Zvozno) je vesnice, část městyse Dolní Bukovsko v okrese České Budějovice v Jihočeském kraji. Nachází se asi 2,4 kilometru jihozápadně od Dolního Bukovska. Je zde evidováno 23 adres. V roce 2011 zde trvale žilo 36 obyvatel.

## Název
Jméno Hvozdno je odvozeno z obecného jména hvozd.

## Historie
První písemná zmínka o vesnici pochází z roku 1379, kdy je ve Hvozdně uváděn Jan Radslav. Z listiny je patrné, že ves v té době náležela do vltavotýnského panství, které tehdy patřilo pražskému arcibiskupství. Na přelomu 14. a 15. století vzniklo ve vsi vladycké sídlo pánů z Dírné, kteří se začali psát z Hvozdna. Na hvozdenské tvrzi žil Ctibor z Hvozdna. Alois Jirásek použil tuto historickou postavu k tomu, aby byla jednou z hlavních postav smyšleného příběhu v románu Proti všem, který byl později zfilmován režisérem Otakarem Vávrou. Ctibor (Stibor) z Hvozdna byl jeden ze 452 signatářů stížného listu proti upálení Mistra Jana Husa. Ctibor z Hvozdna byl určitou dobu společníkem loupežníka Beneše Macuty z Heršláku (dnes Český Heršlák). Tvrz stávala uprostřed rozlehlého hospodářského dvora, který byl v polovině 19. stol. zbořen.

## Obyvatelstvo
| Rok            | 1869 | 1880 | 1890 | 1900 | 1910 | 1921 | 1930 | 1950 | 1961 | 1970 | 1980 | 1991 | 2001 | 2011 | 2021 |
| -------------- | ---- | ---- | ---- | ---- | ---- | ---- | ---- | ---- | ---- | ---- | ---- | ---- | ---- | ---- | ---- |
| Počet obyvatel | 140  | 135  | 123  | 132  | 144  | 127  | 125  | 95   | 82   | 53   | 45   | 38   | 38   | 36   | 37   |
| Počet domů     | 24   | 24   | 25   | 24   | 24   | 24   | 24   | 24   | 24   | 16   | 15   | 18   | 24   | 25   | 24   |

## Obecní správa
Při sčítání lidu v letech 1850–1943 Hvozdno bylo 
samostatnou obcí v okrese Týn nad Vltavou. V letech 1943–1945 bylo osadou obce Popovice, ale v letech 1945–1950 bylo uváděno znovu jako obec v okrese Týn nad Vltavou. V letech 1950–1962 bylo znovu osadou obce Popovice, se kterým patřily nejprve do okresu Týn nad Vltavou, ale od roku 1960 v okrese České Budějovice. Od 1. ledna 1963 je částí městyse Dolní Bukovsko v okrese České Budějovice.

## Pamětihodnosti
- Tvrziště[12]
- Studna usedlosti čp. 6
- Zemědělský dvůr čp. 8

## Galerie

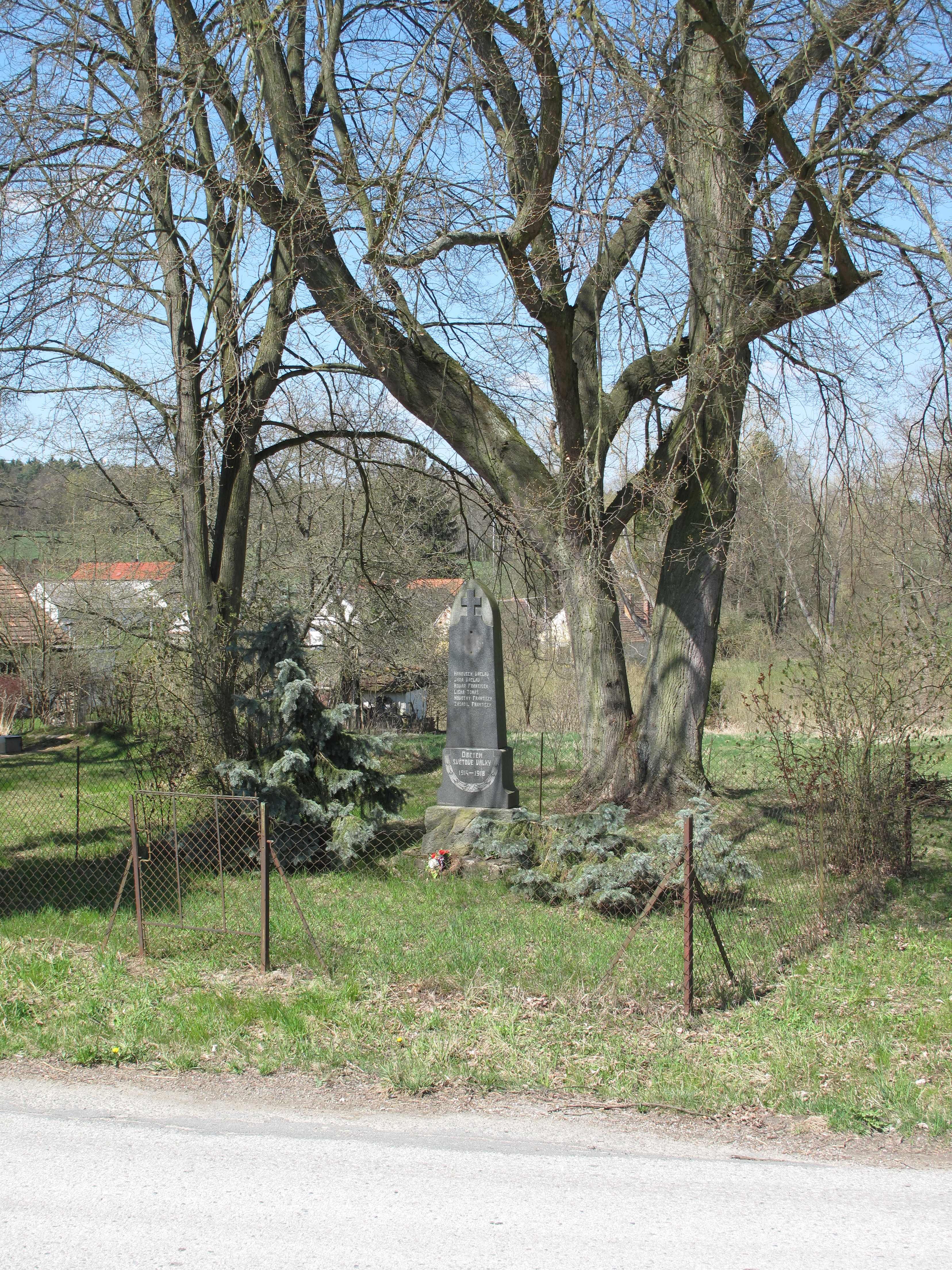
Pomník padlým
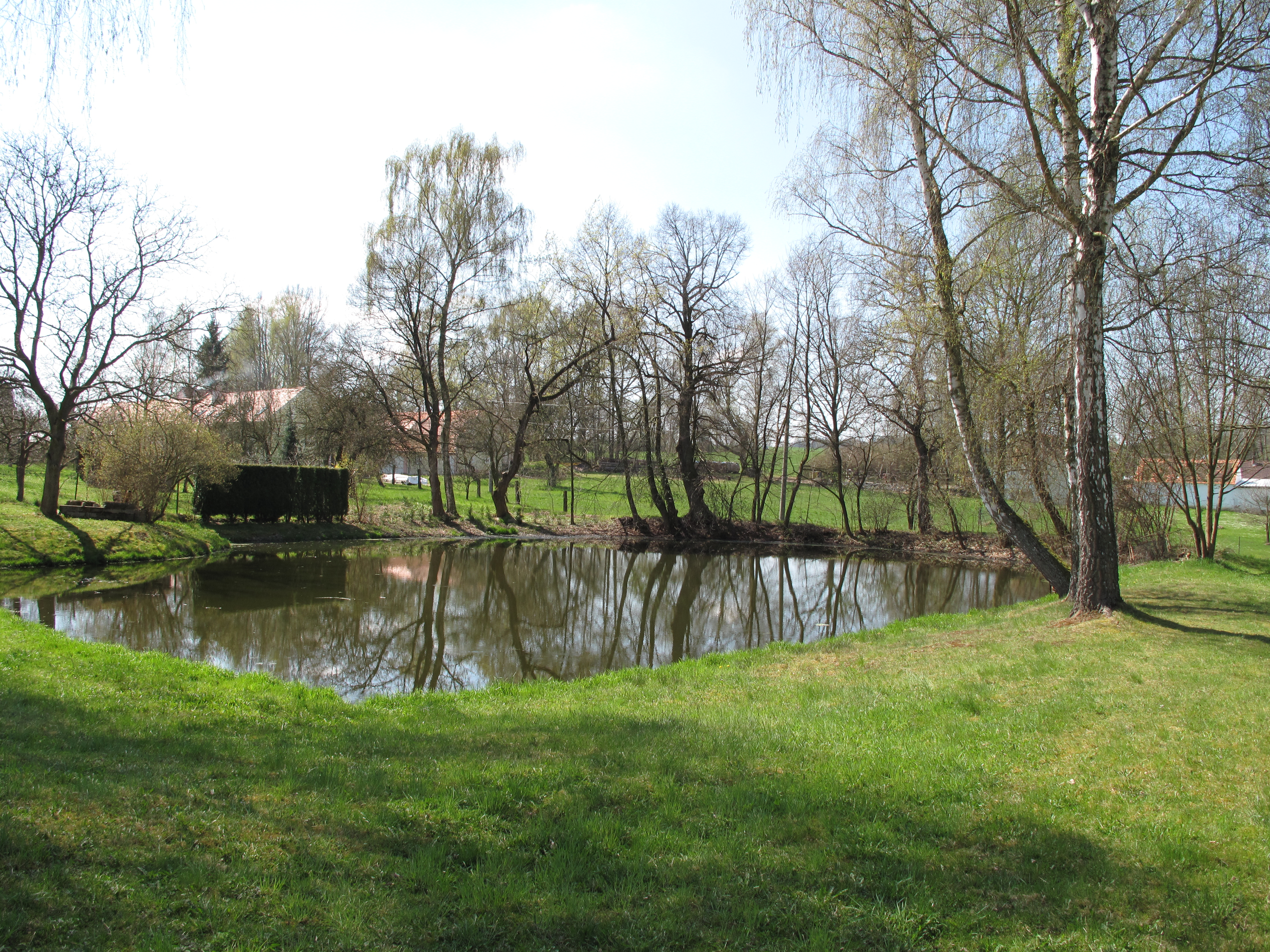
Rybník
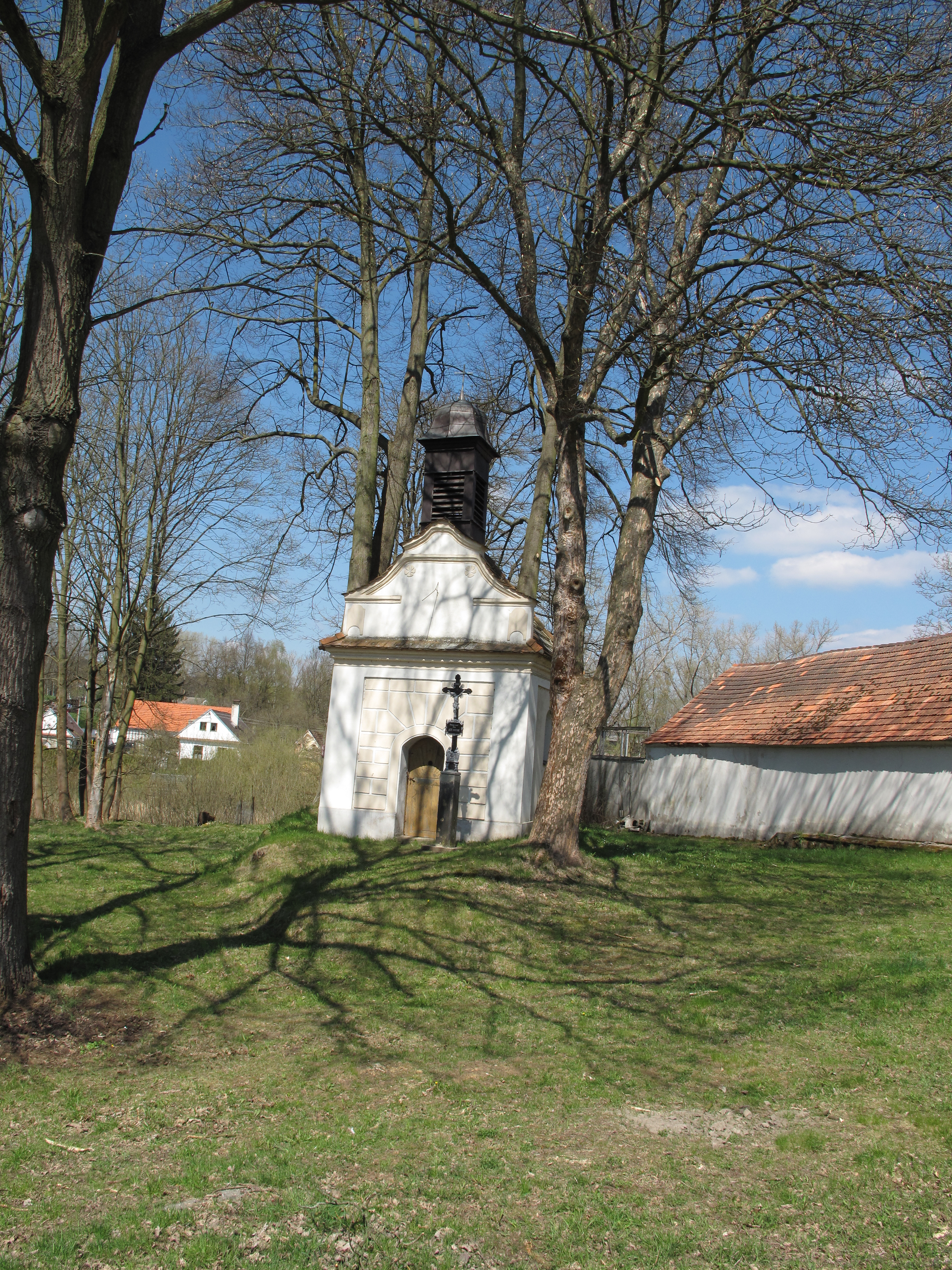
Kaplička
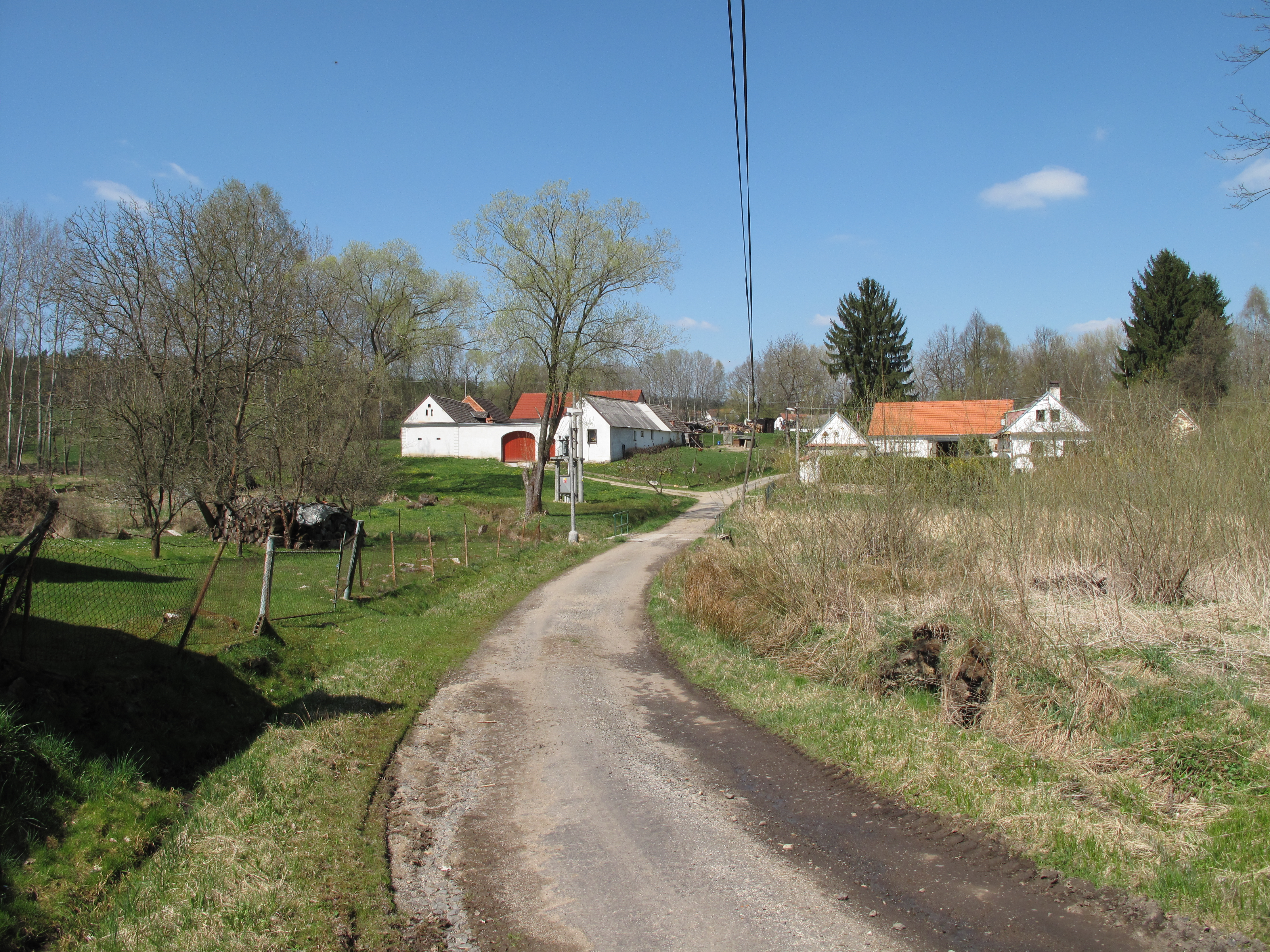
Cesta ke stavení